# سامانه مستندات دانشگاهی فرانسه

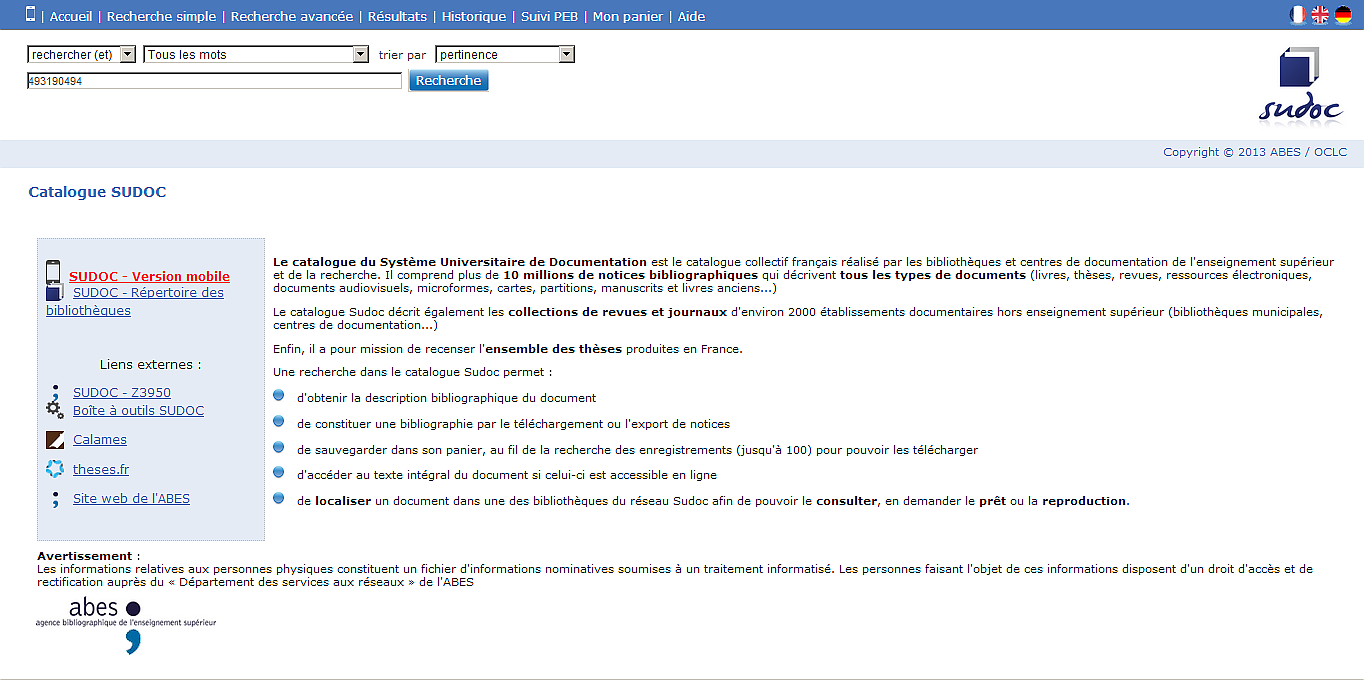
تصویری از محیط سامانه مستندات دانشگاهی

سامانه مستندات دانشگاهی (به فرانسوی: système universitaire de documentation) به اختصار SUDOC سامانه‌ای است که توسط کتابخانه‌ها و دانشگاه‌های تحصیلات تکمیلی فرانسه برای مدیریت شناسه‌های کتابداری و مدیریت مستندات مورد استفاده قرار می‌گیرد. این سامانه بیش از ۸ میلیون منبع دارد و اجازهٔ جستجو و تحقیق دانشجویان را در ۳۴۰۰ مرکز اسناد و مدارک می‌دهد.